# Matamatá
O matamatá (Eschweilera coriacea) é uma espécie de árvore da família Lecythidaceae.

## Nomes
Alguns nomes populares são marão-vermelho e matamatá-branco.

## Ocorrência
Na Amazônia, no Brasil, nas Guianas, na Colômbia e na Venezuela.

## Usos
As sementes, oleaginosas, são muito procuradas por animais silvestres.